# K'uk' B'alam I
K'uk' B'alam I o K'uk Balam I (30 o 31 de marzo de 397 - 435) fue un ahau maya, se le consiera el fundador de la dinastía que gobernó la ciudad estado de Palenque. Es también referido como el Señor Toktan o Señor Toktahn, posiblemente en alusión a su lugar de nacimiento. 

## Semblanza biográfica
Su nombre en idioma maya clásico significa Quetzal Jaguar. De acuerdo a la cuenta larga del calendario maya nació el 8.18.0.13.6 5 kimi 14 kayab.  Fue contemporáneo al ahau Siyaj Chan K'awiil II de Tikal, época durante la cual se registró una fuerte influencia de la cultura de Teotihuacán. Ascendió al poder el 8.19.15.3.4 1 kan 2 kayab, es decir, el 10 de marzo de 431, su reinado duró solamente cuatro años.
Peter Mathews y Linda Schele fueron los primeros arqueólogos en estudiar la dinastía de los gobernantes de Palenque, para ello utilizaron inicialmente el idioma chol por su gran parecido con el idioma maya clásico, es por esta razón que a veces se utiliza el nombre Bahlum-Kuk para referir a este gobernante. De acuerdo a los glifos asociados de la escritura maya con su nombre, es posible que su ciudad estado fuera llamada Baakl o Baakal, cuyo significado es Hueso o Lugar del Hueso.
Se ha especulado que la tumba real encontrada en el Templo XX podrían corresponder a la de K'uk' Balam I debido a la temporalidad (450-550 d. C.) que se ha calculado por los objetos hallados y por la construcción del propio templo, sin embargo es necesario llevar a cabo investigaciones mucho más profundas y rigurosas para confirmar la identidad de estos restos mortuorios.